# Нестеренко Тетяна Федорівна
Тетяна Федорівна Нестеренко (23 квітня 1955, село Орлівка, тепер Бердянського району Запорізької області) — радянська діячка, контролер електрометалургійного заводу «Дніпроспецсталь» імені Кузьміна міста Запоріжжя. Член Центральної контрольної комісії КПРС у 1990—1991 роках.

## Життєпис
У 1972 році закінчив середню школу в селі Орлівка Приморського району Запорізької області.
У 1972—1973 роках — учениця міського професійно-технічного училища № 16 міста Запоріжжя.
З 1973 року — контролер електрометалургійного заводу «Дніпроспецсталь» імені Кузьміна міста Запоріжжя.
У 1975 році закінчила міське професійно-технічне училище № 4 міста Бердянська.
У 1975—1976 роках — буфетниця їдальні № 4 відділу робітничого постачання заводу «Запоріжсталь» міста Запоріжжя.
З 1976 року — контролер електрометалургійного заводу «Дніпроспецсталь» імені Кузьміна міста Запоріжжя.
Член КПРС з 1980 року.
Подальша доля невідома.